# حسني عبد الواحد
حسني محمد أحمد عبد الواحد (وُلد في 1 يناير 1960 في مخيم عقبة جبر) صحفي، وسياسي ودبلوماسي فلسطيني، شغل منصب سفير دولة فلسطين لدى الأرجنتين منذ 3 فبراير 2015 وحتى 2021. يشغل حاليًا منصب سفير دولة فلسطين لدى مملكة إسبانيا.

## النشأة والتحصيل العلمي
وُلد حسني عبد الواحد في 1 يناير 1960 في مخيم عقبة جبر قرب أريحا شرق الضفة الغربية لعائلة فلسطينية تهجرت بفعل النكبة من قرية الطيرة قرب مدينة اللد. بعد أحداث حرب النكسة عام 1967، هاجرت عائلته إلى مخيم آخر في الأردن الذي أنهى تعليمه المدرسي فيه. غادر إلى بلغاريا حيث حصل على درجة الدبلوم في العلوم الاجتماعية، ثم إلى كوبا حيث حصل على درجتي البكالوريوس والماجستير في الصحافة من جامعة هافانا.

## الحياة العملية
عمل عبد الواحد كصحفي في مجلة بلسم، كما عمل منسقًا للثقافة العربية لبضع سنوات في سانتياغو، ثم مستشارًا لدائرة التربية والتعليم في منظمة التحرير الفلسطينية.
بدأت حياته السياسية في قسم أوروبا في الإدارة العامة لفلسطينيي الشتات ضمن وزارة التخطيط والتعاون الدولي الفلسطينية ثم تولى رئاسة قسم أمريكا اللاتينية. في وقت لاحق كان مساعدًا لنائب وزير الخارجية، ثم مدير عام العالم العربي في وزارة الخارجية، ووزير مستشار في سفارات دولة فلسطين في فنزويلا والمكسيك، والمدير العام للشؤون الإدارية والمالية في وزارة الخارجية.
في فبراير 2015، أدى اليمين القانونية سفيرًا لدولة فلسطين في بوينس آيرس لدى الأرجنتين، واستمر حتى عام 2021.
في 19 مايو 2022 قدم أوراق اعتماده رئيسًا لبعثة فلسطين الدبلوماسية لدى إسبانيا إلى الملك الإسباني فيليبي السادس.
بعد اعتراف إسبانيا بدولة فلسطين في مايو 2024، أعاد عبد الواحد تسليم نسخة من أوراق اعتماده سفيرًا فوق العادة ومفوضًا لدولة فلسطين إلى مدير عام المراسم في وزارة الخارجية الإسبانية أدريان مارتين كووثي في 29 أغسطس 2024.